# Visiteurs extraterrestres
Pour plus de détails, voir Fiche technique et Distribution.
Visiteurs extraterrestres ou Ovni, l'ultime rencontre au Québec (Fire in the Sky) est un film dramatique américain réalisé par Robert Lieberman et sorti en 1993.

## Synopsis
En 1975, un groupe de bûcherons de Snowflake (Arizona) est engagé par le gouvernement américain. Le soir venu, ils reviennent hagards sans l'un d'eux. D'après leurs dires, il a été enlevé par une soucoupe volante.

## Fiche technique
- Titre original : Fire in the Sky
- Titre français : Visiteurs extraterrestres
- Titre québécois : OVNI l'ultime rencontre
- Réalisateur : Robert Lieberman
- Scénario : Tracy Tormé, d'après le livre The Walton experience de Travis Walton  (ISBN 1-56924-710-2)
- Production : Todd Black et Joe Wizan
- Musique : Mark Isham
- Image : Bill Pope
- Montage : Steve Mirkovich (de) et Stephen E. Rivkin
- Pays de production :  États-Unis
- Durée : 109 minutes
- Date de sortie : 
  - États-Unis : 12 mars 1993

## Distribution
- D. B. Sweeney (VF : Nicolas Marié) : Travis Walton
- Robert Patrick (VF : Dominique Collignon-Maurin): Mike Rogers
- Craig Sheffer (VF : Michel Mella) : Allan Dallis
- Peter Berg (VF : Lionel Henry) : David Whitlock
- Henry Thomas : Greg Hayes
- Bradley Gregg (en) : Bobby Cogdill
- Noble Willingham (VF : Albert Augier) : Shérif Blake Davis
- Kathleen Wilhoite (VF : Françoise Cadol) : Katie Rogers
- James Garner (VF : Jean-Claude Michel) : Lieutenant Frank Watters
- Georgia Emelin : Dana Rogers
- Scott MacDonald : Dan Walton
- Wayne Grace : Cyrus Gilson
- Kenneth White : Buck Morton
- Robert Covarrubias : Ray Melendez
- Bruce Wright : Deputy Dennis Clay

## À propos du film
- Le film est tiré d'événements « réels », rapportés par Travis Walton dans son livre The Walton experience. Le film insiste d'abord sur les soupçons de meurtre qui pèsent sur les bûcherons durant les 5 jours de la disparition de Travis, puis la perplexité des habitants à son retour. Enfin une longue scène retrace l'expérience de Travis à l'intérieur du vaisseau spatial, et l'examen médical particulièrement pénible qu'il y subit.
- Il y avait en réalité 7 bûcherons dans l'équipe, mais le nombre fut réduit à 6 pour les besoins du scénario.
- Travis et Dana Walton font un caméo dans la scène de la réunion publique dans l'église.